# Vaudevant
Vaudevant är en kommun i departementet Ardèche i regionen Auvergne-Rhône-Alpes i sydöstra Frankrike. Kommunen ligger  i kantonen Saint-Félicien som ligger i arrondissementet Tournon-sur-Rhône. År 2022 hade Vaudevant 218 invånare.

## Befolkningsutveckling
Antalet invånare i kommunen Vaudevant
Referens: INSEE